# Raches
Raches (in greco Ράχες?), anche conosciuto come Christos Raches (greco Χριστός), è un ex comune della Grecia nella periferia dell'Egeo Settentrionale (unità periferica di Icaria) con 2.238 abitanti secondo i dati del censimento 2001.
È stato soppresso a seguito della riforma amministrativa, detta Programma Callicrate, in vigore dal gennaio 2011 ed è ora compreso nel comune di Icaria.
Apparteneva alla prefettura di Samo.